# Jan Zocha
Jan Zocha (* 17. Mai 1967 in Hamburg) ist ein deutscher Schwerverbrecher, der als „König der Bankräuber“ bekannt wurde. Er verbüßt zurzeit eine 12-jährige Freiheitsstrafe mit anschließender Sicherungsverwahrung für fast 40 Banküberfälle.

## Leben
Jan Zocha wurde am 17. Mai 1967 als Sohn eines Lehrers und einer Lehrerin in Hamburg geboren. Als Zocha sieben Jahre alt war, erschoss sein Vater seine Mutter und sich selbst. Jan wurde vom Halbbruder seiner Mutter und dessen Frau zusammen mit seiner jüngeren Schwester aufgenommen. Mit 14 Jahren wurde er in einem Internat in Goch angemeldet, wo er sich bald als untragbar erwies. Mit 16 Jahren kam er in ein Münchener Kinderheim. Bald darauf wurde Zocha Anführer einer Bande Gleichaltriger, die in 18 Monaten 15 Banken überfiel und als „MP-Bande“ bekannt wurde. Nachdem er in Las Vegas erfolglos versucht hatte, sein Geld zu vermehren, wurde er bei der Einreise in Deutschland verhaftet und am 22. Juni 1989 zu neun Jahren Gefängnis verurteilt. Im Gefängnis holte er die mittlere Reife nach, machte das Abitur und begann ein Fernstudium der Wirtschaftswissenschaften. 1990 schlug er einen Vollzugsbeamten nieder und wurde zu einem weiteren Jahr Haft verurteilt. Im August 1996 wurde er vorzeitig entlassen, jedoch vier Monate darauf wegen Verabredung zu einem Verbrechen weitere fünfeinhalb Jahre inhaftiert.
Im Februar 2002 kehrte Zocha von einem Hafturlaub nicht mehr in die JVA Geldern zurück und begann eine spektakuläre Serie von 20 Banküberfällen, die ihn sogar auf den ersten Platz der Fahndungsliste des Bundeskriminalamts brachte. Am 22. Juli 2003 konnte Zocha nach einem Bankraub in Duisburg verhaftet werden. Am 18. April 2004 zersägte er mit 23 Diamantfeilen seine Zellengitter des Justizvollzugskrankenhauses NRW und erklomm mit einer vier Meter langen Konstruktion aus Stoff und Möbelteilen die meterhohe Außenmauer, auf der er jedoch in letzter Sekunde gestellt wurde.
Am 20. April 2005 begann unter höchster Sicherheitsstufe der Prozess gegen ihn, wobei er am 20. Juli 2005 für 14 der Banküberfälle zu 12 Jahren Haft mit anschließender Sicherungsverwahrung verurteilt wurde.
Am 18. Februar 2008 versuchte Zocha aus dem Hochsicherheitstrakt der JVA Bielefeld-Brackwede I zu fliehen: Bei der Ausgabe des Frühstücks schleuderte er zwei Vollzugsbeamten kochendes Wasser ins Gesicht und attackierte sie anschließend mit einem Stuhlbein. Als er ausrutschte, konnte die Zellentüre zugedrückt und Zocha mit Hilfe weiterer Beamter überwältigt werden. Die beiden angegriffenen Beamten erlitten schwere Verbrühungen und Prellungen und mussten ärztlich behandelt werden. Zocha hatte auch selbst gebastelte Sprengsätze bei sich, von denen einer explodierte und ihn am linken Arm und Oberkörper verletzte. Er wurde inzwischen in die JVA Köln verlegt und unter Isolationshaft gestellt.
Am 18. Juni 2009 wurde er wegen der gefährlichen Körperverletzung an den beiden Vollzugsbeamten zu vier zusätzlichen Jahren Haft verurteilt.